# Parque nacional Guatopo
El Parque Nacional Guatopo es un parque nacional de Venezuela, se encuentra entre los Estados Miranda y Guárico, limita por el norte con la porción media de la Cordillera de la Costa y con la Llanura de Barlovento, por el sur con el Piedemonte Llanero, por el este limita con la continuación de la Serranía del Interior y por el oeste con la continuación de la misma Serranía y con los Valles del Tuy.

## Historia

### Periodo prehispánico
Por su ubicación geográfica en la Serranía del Interior, los pasos intramontanos de Guatopo pudieron servir como rutas de contacto entre grupos culturales del Orinoco medio y el Caribe. En el momento de la conquista y colonización española, se menciona la presencia de tribus Guaiqueríes, Quiriquires, Tomusos y Guaribes en esta región.

### Época colonial
Estas tierras eran propiedad de Don Pedro de Ponte Andrade Jaspe y Montenegro, registrado en Libros de Tierra año 1737 Letra C, compradas en 1687 por Don Francisco Araujo de Figueroa y don Diego Fenandez de la Mota y vendida a don Pedro de Ponte Andrade Jaspe y Montenegro en 1701 por la viuda María Araujo de Figueroa heredera del capitán Diego Fernández de la Mota. Escribanias Folio 1 al 3 y Registro del año 1703 Escribanias 3 Folio 27 al 29 vuelto, de la venta que hace el Alférez don Francisco Araujo de Figueroa a don Pedro de Ponte Andrade Jaspe y Montenegro de todas las tierras pertenecientes en la riberas del río Tuy. Dichas tierras fueron expropiadas por el gobierno venezolano conforme al Decreto Presidencial N° 257 del 8 de abril de 1960, publicado en la Gaceta Oficial N° 26230 del 11 de abril de 1960.

### Del proyecto Distrito Colonial Guzmán Blanco (1874) a la Colonia Independencia (1911)
El 6 de mayo de 1874, el presidente Guzmán Blanco encargó una comisión para que seleccionara y preparara tierras apropiadas para el asentamiento de 500 familias entre las riberas del río Tuy y las montañas de la Selva de Guatopo. Esta comisión estuvo inicialmente liderada por el General José de Jesús Paúl y posteriormente por el Ingeniero geólogo Marcano Echenique. El informe de dicha comisión recomienda el establecimiento de una Colonia en las cabeceras del río Orituco al norte de la población de Altagracia de Orituco. Entre noviembre de 1874 y noviembre de 1875 llegaron los primeros colonos provenientes de Francia, España, e Italia. Posteriormente atrajo pobladores criollos de las localidades vecinas, algunos inmigrantes de otros países como Polonia, y de otros proyectos colonizadores como la Colonia Bolívar (actualmente conocida como Araira). En su periodo de mayor auge contó con una población entre 1100 y 2500 pobladores y su producción se centraba en el cultivo de café, cacao, caña de azúcar, cereales y frutos menores. 
A partir de 1888 los colonos empiezan a abandonar la colonia debido al declive de la producción y la dificultad de acceder a rutas y mercados comerciales. En 1890 el nuevo presidente Raimundo Andueza Palacios le cambia el nombre a Colonia Independencia.  Entre 1911 y 1913 el ingeniero Alfredo Jahn Hartmann realiza el estudio topográfico de la Colonia Independencia por encomienda del gobierno venezolano.

### Decreto de declaración del Parque Nacional
El parque nacional fue creado por disposición del ejecutivo nacional mediante el Decreto n.º 122 del 28 de marzo de 1958; Gaceta Oficial No 25.624 del 31 de marzo del 1958, por la Junta de Gobierno presidida por el Contralmirante Wolfgang Larrazábal, con una extensión inicial de aproximadamente 92.640 hectáreas.

## Geografía

### Relieve
Presenta un relieve accidentado con alturas entre 200 y 1430 m, en la porción sur del parque se encuentra la Fila Maestra de la Serranía del Interior en donde nacen varios ríos que drenan hacia la cuenca del río Tuy en el norte y hacia los llanos de Guárico en el sur.

### Clima
Está localizado en la zona de vida de bosque montano, con temperaturas que oscilan entre los 18 y 32 °C y la precipitación promedio anual es de 1100 mm, pero oscila entre 800 y 1600 mm.

## Biodiversidad

### Fauna
En el parque se han observado seis especies de felinos, y se considera un importante refugio ecológico para el Jaguar (Panthera onca). En el parque también se observan otros mamíferos medianos y grandes como la danta, lapa y picure.